# X (ألبوم ديف ليبارد)
X (تُلفظ تن (عشرة)) هو ألبوم الاستوديو الثامن لفرقة الهارد روك البريطانية ديف ليبارد، والذي صدر في 2002 عبر تسجيلات آيلاند في الولايات المتحدة وتسجيلات ميركري في أرجاء العالم. مثل ألبوم 1996 سلانغ، أبرز X رحيلاً آخر للفرقة عن صوتها المعروف بانتقالها لنوع البوب. وصل الألبوم للمرتبة 11 على لائحة بيلبورد 200 والمرتبة 14 على لائحة الألبومات في المملكة المتحدة. معظم الألبومات كان من إنتاج بيت وودروف والفرقة، مع إنتاج بقية الأغاني من قبل مارتي فريديريكسن أو بير ألديهيم وأندرياس كارلسون. هذا الألبوم هو الأول الذي قام فيه عازف الطبول ريك ألين بدور بارز في كتابة الأغاني. في كل الألبومات السابقة للفرقة، سُجلت له مشاركته في 3 أغاني فقط. في هذا الألبوم وحده، شارك ألين بكتابة 11 أغنية.
يبرز الألبوم الرقم الروماني 'X'، حيث اعتُبر الألبوم العاشر إصداراً، بالرغم من كون الألبوم ثامناً بين ألبومات الاستوديو. الألبومان اللذان صدرا قبل إصدار X: ريترو أكتيف وفاولت، كانا إعادة تسجيل لأغاني الوجه ب والنوادر وتجميعة أفضل الأغاني على الترتيب.
وصل الألبوم لذروته في المرتبة 11 على بيلبورد 200، لكنه لم يصل لمقياس مبيعات إصدارات الفرقة السابقة وفشل في الحصول على شهادة من رابطة صناعة التسجيلات الأمريكية. لم تُغن أي من أغاني هذا الألبوم بشكل مباشر بعد ختام جولته المساعدة حتى جولة 'روك أوف إيجز' في 2012، والتي أُديت فيها الأغنية الافتتاحية للألبوم «ناو» صوتياً.
لفترة قصيرة بعد إصدار الألبوم، أبرز موقع الفرقة defleppard.com تنزيلاً مجانياً بصيغة.mp3 للأغنية «بيرفيكت غيرل»، وهي أغنية إضافية ونسخة أولية للأغنية «غرافيتي».

## قائمة الأغاني
| #   | عنوان                  | تأليف                                                                   | المدة |
| --- | ---------------------- | ----------------------------------------------------------------------- | ----- |
| 1.  | "ناو"                  | مارتي فريديريكسن، فيل كولين، جو إليوت، فيفيان كامبل، ريك سافج، ريك ألين | 3:58  |
| 2.  | "أنبيليفابل"           | بير ألديهيم، أندرياس كارلسون، ماكس مارتن                                | 3:58  |
| 3.  | "يور سو بيوتيفل"       | فريديريكسن، كولين، إليوت، كامبل، سافج، ألين                             | 3:31  |
| 4.  | "إيفريداي"             | فريديريكسن، كولين، إليوت، كامبل، سافج، ألين                             | 3:08  |
| 5.  | "لونغ، لونغ واي تو غو" | واين هيكتور، ستيف روبسون                                                | 4:38  |
| 6.  | "فور ليتر وورد"        | كولين، إليوت، كامبل، سافج، ألين                                         | 3:07  |
| 7.  | "تورن تو شريدز"        | كولين، سافج، إليوت، كامبل، ألين                                         | 2:56  |
| 8.  | "لاف دونت لاي"         | إليوت، كولين، كامبل، سافج، ألين                                         | 4:46  |
| 9.  | "غرافيتي"              | كولين، إليوت، بيت وودروف، كامبل، سافج، ألين                             | 2:33  |
| 10. | "كراي"                 | كولين، إليوت، كامبل، سافج، ألين                                         | 3:17  |
| 11. | "غيرل لايك يو"         | كامبل، كولين، إليوت، سافج، ألين                                         | 2:49  |
| 12. | "ليت مي بي ذا وان"     | إليوت، كامبل، كولين، سافج، ألين                                         | 3:29  |
| 13. | "سكار"                 | كولين، إليوت، كامبل، سافج، وودروف، ألين                                 | 4:59  |

| 14. | "كيس ذا داي"                                      | سافج، كولين، إليوت، كامبل، ألين         | 4:27 |
| 15. | "لونغ، لونغ واي تو غو" (صوتية)                    | هيكتور، روبسون                          | 4:43 |
| 16. | "10 × بيغر ذان لاف"                               | إليوت، كولين، كامبل، سافج، ألين         | 3:57 |
| 17. | "غيمي أ جوب"                                      | إليوت، كولين، كامبل، سافج، ألين         | 3:17 |
| 18. | "بيرفيكت غيرل" (تجريبية، نسخة أولية من "غرافيتي") | كولين، إليوت، وودروف، كامبل، سافج، ألين | 2:41 |

## طاقم العمل

### ديف ليبارد
- جو إليوت - الغناء الرئيسي
- فيل كولين - الإيتار، الغناء المساعد
- فيفيان كامبل - الإيتار، الغناء المساعد
- ريك سافج - غيتار البيس، الغناء المساعد
- ريك ألين - الطبول

### موسيقيون إضافيون
- ستان شيلر - تيلي ليكس في «غرافيتي»
- إريك كارتر - آلات المفاتيح ولفات الطبول في «ناو»، و«يور سو بيوتيفل»، و«إيفريداي»

### الإنتاج
- الإنتاج: ديف ليبارد، بيت وودروف، بير ألديهيم، أندرياس كارلسون، مارتي فريديركسن
- الهندسة: ستيفان غلاومان، ريتشارد تشيسكي، رونان مكهيو، ليز سروكا، بيت وودروف
- المكس: مارتي فريديريكسن، رونان مكهيو، بيت وودروف
- الماستر: توم كوين
- أيه آند آر: سايمون كولينز، جيف فينستر
- إشراف الإنتاج: ليزلي لانغلو، سو تروبيو
- التعديل: برايان باتورالسكي
- إنتاج الغناء: رونان مكهيو
- تقني الطبول: جيري جونسون
- توزيع الأوتار: فيفيان كامبل
- البرمجة: رونان مكهيو، بيت وودروف
- التصوير: كليف أروسميث

## لوائح

### الألبوم
| العام | اللائحة               | أعلى مركز |
| ----- | --------------------- | --------- |
| 2002  | بيلبورد 200 الأمريكية | 11        |

### الأغاني
| العام | الأغنية         | اللائحة                                        | أعلى مركز |
| ----- | --------------- | ---------------------------------------------- | --------- |
| 2002  | "ناو"           | بيلبورد أغاني الروك السائد الأمريكية           | 26        |
| 2002  | "ناو"           | بيلبورد أدولت توب 40 الأمريكية                 | 40        |
| 2002  | "ناو"           | نيلسن ساوندسكان لائحة الأغاني المنفردة الكندية | 29        |
| 2002  | "فور ليتر وورد" | بيلبورد أغاني الروك السائد الأمريكية           | 30        |

## روابط خارجية
- X على موقع أول موفي (الإنجليزية)